# Palacio de Zweibrücken

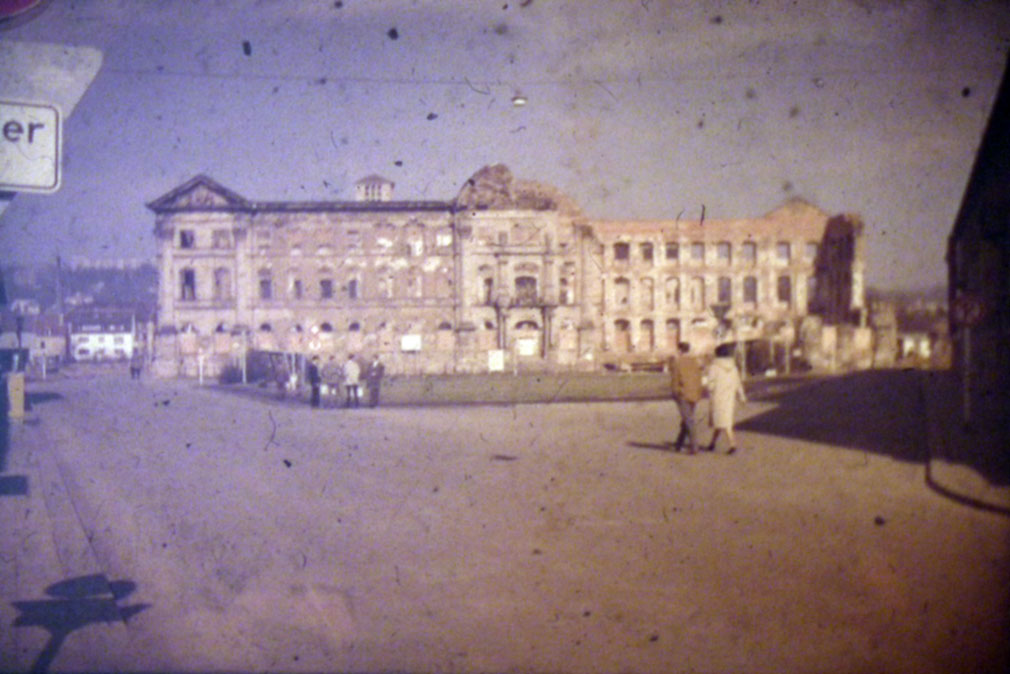
El castillo de Zweibrücken, antes de la reconstrucción en 1962.

El palacio de Zweibrücken (en alemán: Schloss Zweibrücken) es un edificio palaciego en la ciudad de Zweibrücken, Renania-Palatinado, Alemania, construido en 1720-1725 para residencia de los gobernantes del Palatinado-Zweibrücken. Es el edificio secular (es decir, no religioso) más grande y magnífico del Palatinado. Ahora es la sede del Tribunal Superior regional del Palatinado (Pfälzisches Oberlandesgericht) y de los fiscales generales de Zweibrücken (Generalstaatsanwaltschaft).

## Historia
El primer edificio registrado cerca del sitio fue una fortaleza (Burg Zweibrücken), construida en el siglo XII por los condes (Grafe) de Zweibrücken; la ciudad estaba en una importante ruta comercial. Se encontraba en el lado este de un área triangular abierta, que todavía existe hoy, la Schlossplatz ('plaza del palacio').
En 1444, una rama menor (cadete) de la Casa de Wittelsbach recibió el título de duque de un nuevo estado: Palatinado-Zweibrücken (Pfalz-Zweibrücken), con sede en Zweibrücken. En los siglos XVI y XVII, la familia ducal modernizó y amplió su vivienda. En 1585, construyeron un palacio (der lange Bau am Wasser, lit. 'el largo edificio junto al agua') en el lado septentrional de la Schlossplatz, con molino de agua y biblioteca.
En 1677, los edificios antiguos y nuevos fueron gravemente dañados durante la guerra franco-neerlandesa (1672-1678). A principios del siglo XVIII, Gustavo, duque de Zweibrücken, ordenó construir una nueva residencia apropiada para su rango y estatus. El arquitecto elegido fue Jonas Erikson Sundahl, cuyo diseño estaba en el moderno estilo barroco tardío, una moderna residencia palaciega cómoda, no pensada para su defensa. En 1720-1725, el palacio fue construido en el lado septentrional de la plaza del palacio). El sitio era pantanoso, por lo que las obras preliminares consistieron en hincar muchos pilotes de roble en el suelo para proporcionar una base sólida. Ese edificio ha sido destruido dos veces y otras dos veces reconstruido; la última reconstrucción es el edificio que existe hoy.
Cristián IV, duque de Zweibrücken 1735-1775, mantuvo a notables artistas creativos en su palacio, incluido el destacado compositor operístico Christoph Willibald von Gluck. El sobrino de Cristián, Maximiliano (1756-1825), pasó parte de su infancia en el palacio.
El 3 de mayo de 1793, durante la Guerra de la Primera Coalición, Zweibrücken fue invadido y saqueado por las tropas francesas. El edificio fue gravemente dañado.
En 1817, Maximiliano, en 1795-1799 solamente duque de Zweibrücken, pero entonces el rey Maximiliano I de Baviera, entregó el edificio en ruinas a la comunidad católica de la ciudad, con el mandato de convertirlo en una iglesia. La parte central del edificio estaba separada de sus alas y cubierta de pizarra. El 28 de mayo de 1820, fue consagrado como Maximilianskirche ('iglesia de Maximiliano') por Johann Jakob Humann, vicario apostólico de Espira y Maguncia. Más adelante se le añadió un campanario. El ala este se convirtió en una residencia para el clero; y el ala oeste en una residencia real y, más tarde, en la sede de la Corte Real de Apelaciones del Palatinado. En 1867, la Maximilianskirche fue desconsagrada y todo el edificio fue entregado a la administración de justicia. El campanario fue derribado.
El 14 de marzo de 1945, en los momentos finales de la Segunda Guerra Mundial, la ciudad de Zweibrücken fue bombardeada por los Aliados. El edificio fue destruido y solo quedaron en pie las paredes exteriores.
Por fortuna, se descubrió una copia de los planos originales de Sundahl en Nancy, Francia. En 1962-1964, el edificio fue reconstruido a partir de esos planos, utilizando piedra arenisca roja del norte del Palatinado y piedra arenisca amarilla de Lorena. En 1965, el edificio restaurado se volvió a utilizar como sede del Tribunal Regional Superior Palatino y de los fiscales generales de Zweibrücken.

## Galería

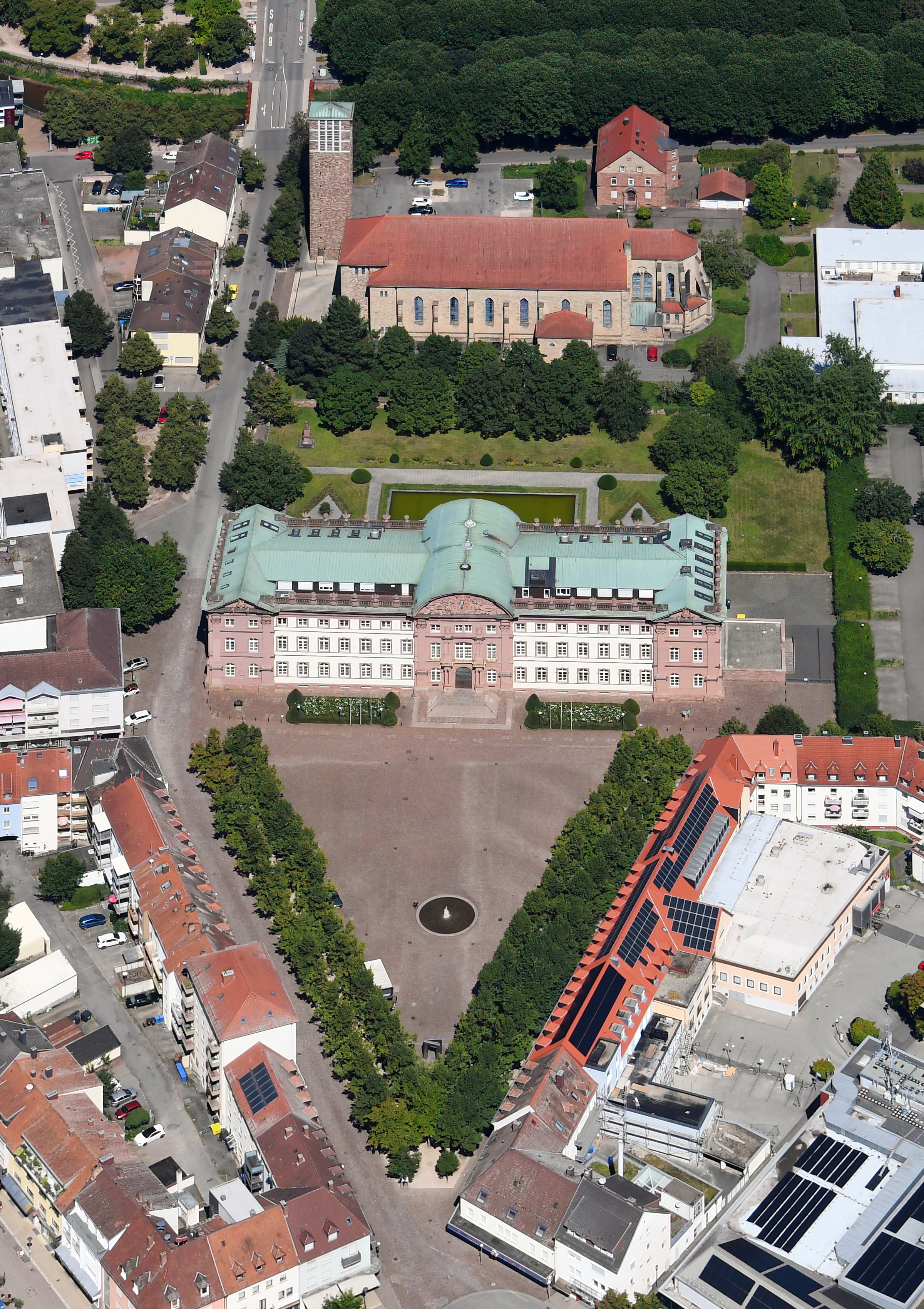
Vista aérea
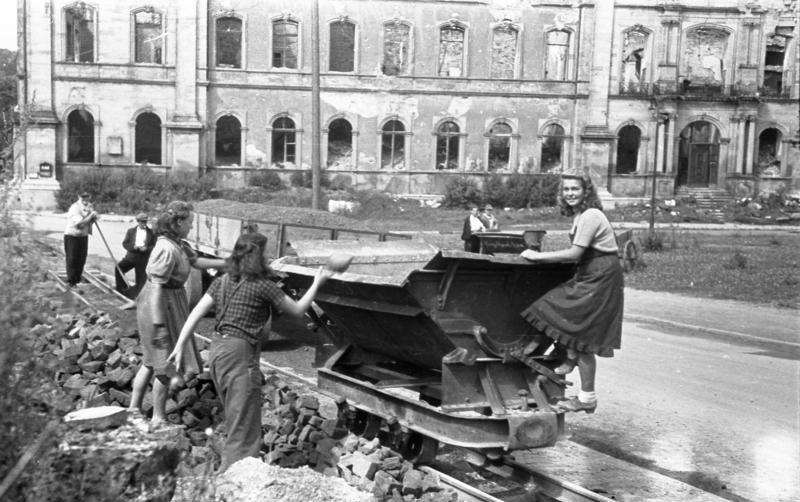
El edificio en ruinas, c. 1946-1947.
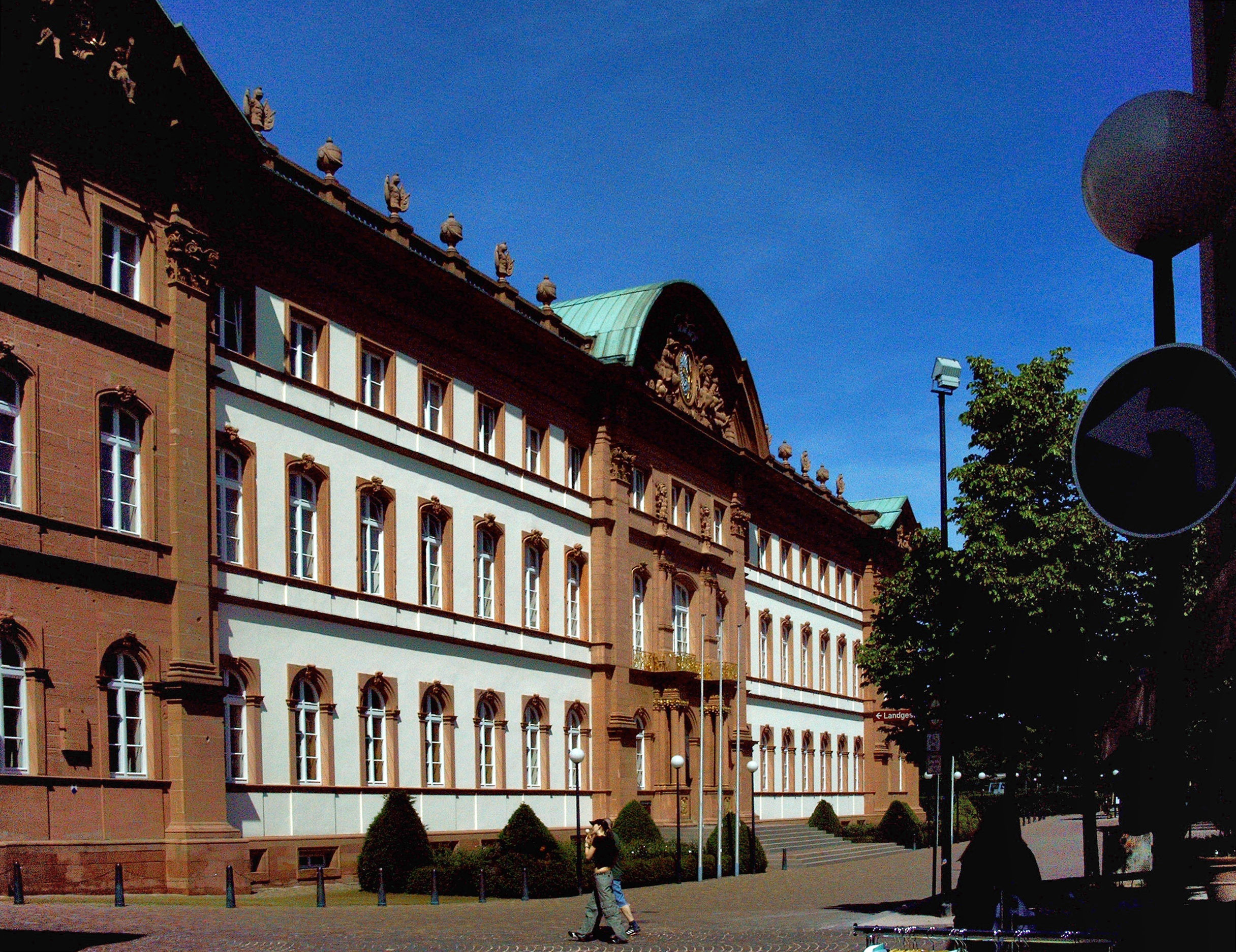
Una vista desde el suroeste.
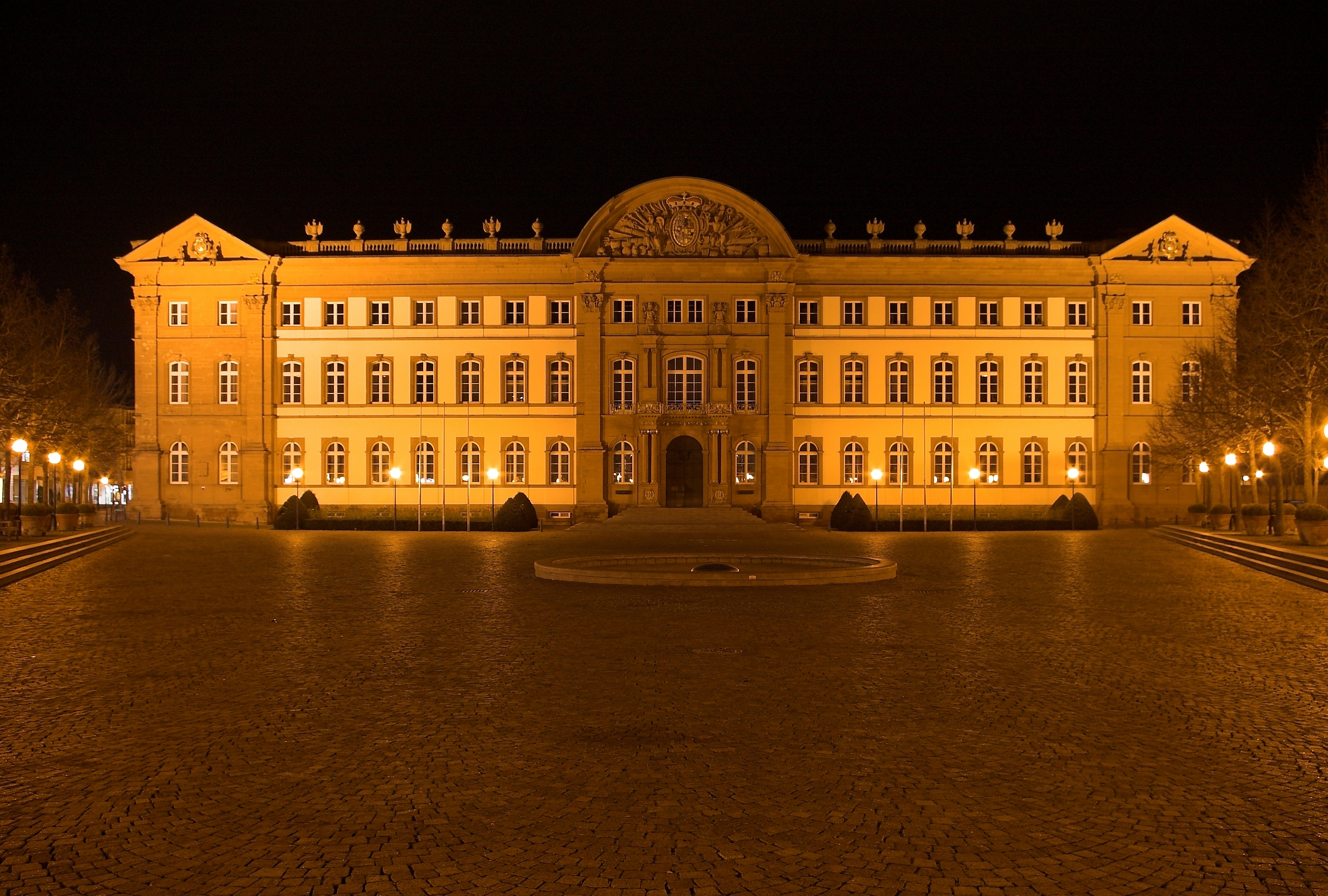
El edificio de noche.
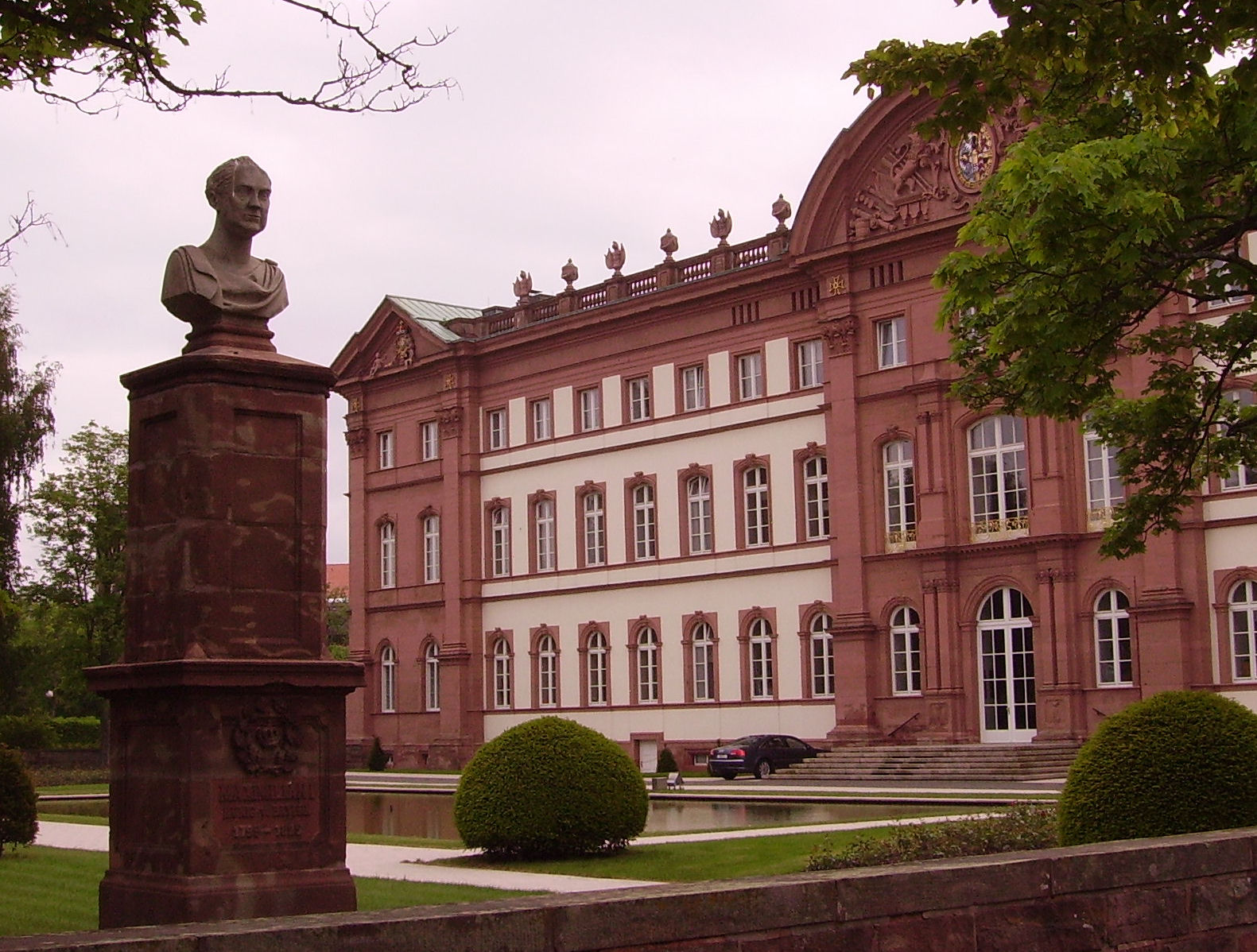
Una vista desde el sureste. Busto del rey Maximiliano I de Baviera.